# Дунайская флотилия (Венгрия)
Венгерская Дунайская флотилия  — условное название речных сил Венгрии на Дунае и его притоках, формирования которых образовались после распада Австро-Венгерской империи.
Флотилия приняла участие в войне Венгерской советской республики и боевых действиях Второй мировой войны. В настоящее время в Вооружённых силах Венгрии имеется 1-й полк сапёрных и боевых кораблей.

## Флотилия в 1918—1940 годах
После поражения Австро-Венгрии в Первой мировой войне корабли бывшей Дунайской флотилии большей частью остались на территории Венгрии. Согласно одному из последних императорских указов, корабли флота переходили под контроль совета южных славян, а корабли Дунайской флотилии передавались Венгрии. Корабли участвовали в боевых действиях Венгерской советской республики весной-летом 1919 года, после чего попали в руки оккупационных сил.
Согласно подписанному в Трианоне в 1920 году мирному договору Венгрии было позволено держать на Дунае ограниченные силы из 20 судов водоизмещением не более 130 т. Из кораблей империи венграм достались канонерские лодки «Чука», «Вельс», «Виза» и «Лахс», три бывших русских бронекатера, захваченных австро-венграми на Чёрном море в 1918 году, и мониторы «Шамош» и «Лейта» с условием использования их в качестве гражданских судов. Остальные корабли были переданы Австрии, Чехословакии, Югославии, Румынии. В итоге в строю были оставлены лишь «Сегед» (б. «Вельс»), «Дебрецен» (б. «Лахс») и «Кечкемет» (б. «Виза»), остальные были разоружены под контролем союзной комиссии. Начали прорабатываться варианты обхода условий договора, включая подъём и использование затонувших судов («Мунка», «Бочка», «Янка» и ML-343, британского катера), ремонт остальных судов.
1 марта 1921 года была образована Венгерская королевская военная речная полиция (Magyar Királyi Honvéd Folyamõrség), подчинённая Министерству внутренних дел; в дальнейшем развитие флотилии прикрывалось необходимой для государства полицейской и таможенной службой. Личный состав, ограниченный числом 1620 человек, приступил к тренировкам. К 1922 году флотилия состояла из четырёх канонерских лодок («Сегед», «Дебрецен», «Кечкемет» и «Шиофок» в резерве), трёх бронекатеров «Гонвед», «Гусар» и «Тюзер», двух тральщиков/минных заградителей «Марош» и «Байа» (позже переименована в «Хегиалья»), парохода «Бадачонь», использовавшегося в качестве штабного корабля, судна снабжения «Кереш», буксира «Чобанк», учебного судна «Букк». Полицейские силы на реке и в гаванях состояли из примерно 30 небольших катеров.
В 1927 году в Австрии были куплены ещё три бывших имперских корабля, названных «Дьер» (б. «Компо»), «Геделе» (б. «Фогаш») и «Шопрон» (б. «Штир»), в 1929 году вместо лодки «Чука» у австрийцев была получена большая «Байя» (б. «Барш»). В это же время флотилия была реорганизована, ей был придан мобильный противовоздушный батальон с тремя батареями, построена береговая инфраструктура. К 1930 году во флотилии насчитывалось 96 офицеров, 1524 матросов, до 300 гражданских лиц, 6 канонерских лодок, 3 бронекатера, 3 минных заградителя/тральщика.
Следующее значительное пополнение было запланировано в конце 1930-х гг. В 1939 году началось строительство 11 катерных тральщиков типа «АМ 1» и разработка бронекатеров типа «PM 1».
15 января 1939 года флотилия формально вышла из подчинения Министерства внутренних дел.

## Участие венгерской флотилии во Второй мировой войне
Речные силы Венгрии не принимали активного участия в боевых действиях вплоть до 1944 года, когда их корабли были использованы в оборонительных боях. В период Югославской кампании корабли флотилии выставили несколько минных заграждений на Дунае и Тисе.
В мае 1942 года «Сегед», «Кечкемет», «Дьер», «Шопрон», PM 1 и «Тюзер» были посланы в Белград. В апреле 1944 года, уже после германской оккупации, британские ВВС начали активное минирование Дуная, и корабли флотилии были призваны к тралению фарватеров. Траление осложнялось отсутствием современных тралящих средств, особенно против магнитных мин.
К сентябрю адмирал Хорти пришёл к выводу о необходимости выхода из войны, последовавшее объявление перемирия 15 октября 1944 года привело к решительному ответу немцев; 16 октября командующий Дунайской венгерской флотилией контр-адмирал Кальман Харди был арестован вместе со своим штабом. Новым командующим стал адмирал Один Трунквальтер.
Во время боёв в Югославии немецкие и венгерские речные корабли активно использовались для борьбы с югославскими партизанами в прибрежных районах, а в тот момент, когда Красная Армия и партизаны начали штурм Белграда, немецким и венгерским судам удалось вывезти из югославской столицы около миллиона тонн зерна, топлива, табака и военных материалов.
В сражении за Будапешт корабли флотилии активно пытались помочь своим сухопутным войскам. 25 ноября 1944 года венгерские военные корабли РМ 1 и «Дебрецен» огнём поддерживали контратаку 1-й венгерской кавалерийской дивизии. Против них была развёрнута батарея противотанковых орудий (по другим данным, корабли вели бой с танками), которым удалось повредить корабли. Первым из боя вышел РМ 1 — получив два попадания снарядов, потеряв пять человек и вышедшее из строя орудие. «Дебрецен» получил повреждения машинного отделения, сдрейфовал вниз по течению и затонул у о. Качаш.
В конце декабря 1944 года, оставив для обороны столицы несколько тральщиков и катеров, основные силы венгерской флотилии, включая недостроенные PM 4 и PM 5, отошли в Австрию, где сдались большей частью в мае союзным войскам.
8 мая 1945 года отставшие от флотилии из-за неисправности двигателей суда «Чобанк» и два тральщика сдались наступавшим советским войскам.

## История с 1945 года
14 мая 1945 года было образовано подразделение военных кораблей, главной задачей которых стало траление на Дунае и озере Балатон. Лишь в 1948 году было официально объявлено об окончании этой сложной работы, но и после этого были случаи подрыва кораблей («Байкал», «Демеш», «Тас»), и траление продолжалось до 1951 года. Задача борьбы с минной угрозой определила основной тип кораблей флотилии во всю послевоенную историю — тральные корабли. Если в первое десятилетие и были достроены несколько заложенных ранее артиллерийских катеров, то с 1980-х годов тральщики остались и вовсе единственным классом боевых судов Венгрии.
Флотилия была реорганизована в полк, затем в бригаду боевых кораблей, и такое положение оставалось до 2001 года лишь с переименованием бригады в 1991 году в Речную военную флотилию (Honvéd Folyami Flottilla).
1 июля 2001 года в результате реорганизации был создан 1-й сапёрный и боевых кораблей полк (MH 1. Honvéd Tűzszerész és Hadihajós Ezred) с базой в Будапеште. Корабли сведены в 3-й субдивизион боевых кораблей. В 2011 году командиром полка является полковник Габор Хайду (Gábor Hajdu).

## Аббревиатуры и перевод классов кораблей
Örnaszád — канонерская лодка/патрульный катер

PM — páncélozott motorcsónak — бронекатер

PN — páncélos naszád — бронекатер

KAN — könnyű ágyús naszád — артиллерийский катер

Aknarakó hajó — минный заградитель

PAM — páncélozott aknász motorcsónak — бронированный катерный тральщик

AM — aknász motorcsónak — катерный тральщик

AN — aknász naszád — минный катер/катерный тральщик

FAM — fatestű aknász motorcsónak — деревянный катерный тральщик

Motorhajó — моторная лодка, катер

CSSZ — csapatszállító motorhajó — десантный корабль

Jacht — яхта

Áruszállító motorhajó — грузовая баржа

Gőzüzemű csavaros személyhajó — винтовой пассажирский пароход

Anyaghajó — судно снабжения

Vontatóhajó/vontató gőzhajó — буксир/паровой буксир

## Корабельный состав
| Корабли Венгерской королевской военной речной полиции, 1941 г. | Корабли Венгерской королевской военной речной полиции, 1941 г. |
| Канонерские лодки                                              | 7                                                              |
| Бронекатера                                                    | 3 (5)                                                          |
| Минные заградители                                             | 2                                                              |
| Катерные тральщики                                             | 6 (14)                                                         |
| Корабли 1-го сапёрного и боевых кораблей полка, 2011 г.        | Корабли 1-го сапёрного и боевых кораблей полка, 2011 г.        |
| Тральщики                                                      | 3                                                              |
| Катерные тральщики                                             | 2                                                              |
| Прочие суда                                                    | Командирский катер, моторные лодки                             |
| -------------------------------------------------------------- | -------------------------------------------------------------- |

### Флотилия Венгерской советской республики, 1919 г.
Мониторы «Лайта» (б. «Лейта»), «Марош», «Маркс» (б. «Уйвидек», б. «Инн», достроен при советской власти), «Шамош», канонерские лодки «Компо», «Чука», «Фогаш», «Комаром» (б. «Штор»), «Пожони» (б. «Лахс»), «Виза», вооружённый пароход «Мунка» (б. «Уна»).

### 1919—1945 гг.

#### Канонерские лодки
Тип «i»
Верфь «Ганц» (Ganz és Tsa. Danubius Gép-, Waggon- és Hajógyár RT), Будапешт.
60 т, 36х4,6х0,9 м. 800 л. с., 13,5 уз., 1 66-мм орудие, 2 пулемёта.
«Геделе» (Gödöllö) 1915/06.12.1915/06.12.1915 (по другим данным, 1916).
Бывшая канонерская лодка (патрульный катер) «Фогаш» (Fogas, первоначально «i» — до 1916 г.) Австро-венгерской Дунайской флотилии. Входила в состав Венгерской советской Дунайской флотилии, интернирована в Нови Саде, находилась под контролем Великобритании. Передана Австрии, но в строй не вводилась. Куплена Венгрией 6 октября 1927 г. и вступила в строй. Выведена из состава в 1935 г. и разоружена, в 1941 г. вновь вступила в строй и получила вооружение. Потоплена летом 1944 г. в Уйпеште советской авиацией.
«Шиофок» (Siófok) 1915/1915/01.03.1916.
Бывшая канонерская лодка (патрульный катер) «Чука» (Csuka, первоначально"k" — до 1916 г.) Австро-венгерской Дунайской флотилии. Входила в состав Венгерской советской Дунайской флотилии, интернирована в Нови Саде. В 1920 г. получила имя «Сефок». Была обменена в 1929 г. на австрийскую канонерскую лодку «Барш» (Barsch).
Тип «Wels»

Верфь «Ганц» (Ganz és Tsa. Danubius Gép-, Waggon- és Hajógyár RT), Будапешт.
133 т, 44х6х1 м. Турбины=1100 л. с., 15 уз, 4 66-мм орудия, 4 пулемёта.
«Сегед» (Szeged) 1915/22.10.1915/14.03.1916.
Бывшая канонерская лодка (патрульный катер) «Вельс» (Wels, первоначально"l" — до 22.03.1916) Австро-венгерской Дунайской флотилии. С 31 декабря 1918 г. в составе югославской флотилии под именем «Брегальница» (Bregalnica), с 18 ноября 1919 г. под контролем Великобритании. Передана Венгрии 23 ноября 1920 г. и в следующем году вступила в строй под именем «Сегед». Захвачена американцами 8 мая 1945 г. в Винсдорфе. Продана на слом в 1949 г.
«Дьер» (Györ) 1915/1916/28.03.1916.
Бывшая канонерская лодка (патрульный катер) «Компо» (Compó, первоначально «n» — до 28.03) Австро-венгерской Дунайской флотилии. С марта 1919 г. входила в состав Венгерской советской Дунайской флотилии, интернирована в Нови Саде, с лета 1919 г. под контролем Великобритании. Передана Австрии 14 апреля 1921 г., но в строй не вводилась. Куплена Венгрией 6 октября 1927 г. и после ремонта вступила в строй 15.05.1929 под именем «Дьер». Захвачена американцами 8 мая 1945 г. в Винсдорфе. Продана на слом в 1949 г.
«Кечкемет» (Kecskemét) 1915/1916/28.04.1916.
Бывшая канонерская лодка (патрульный катер) «Виза» (Viza, первоначально «o» — до 28.04) Австро-венгерской Дунайской флотилии. С марта 1919 г. входила в состав Венгерской советской Дунайской флотилии, интернирована в Нови Саде, с лета 1919 г. под контролем Великобритании. Передана Венгрии 23 ноября 1920 г. и вступила в строй в 1923 г. под именем «Кечкемет». Захвачена американцами 8 мая 1945 г. в Линце. Продана на слом в 1949 г.
«Байя» (Baja) 1915/1916/14.03.1916.
Бывшая канонерская лодка (патрульный катер) «Барш» (Barsch, первоначально «m» — до 28.04) Австро-венгерской Дунайской флотилии. Входила в состав Югославской флотилии под именем «Неретва» (Neretva), с 18 ноября 1919 г. под контролем Великобритании. Передана Австрии 14 апреля 1921 г., но в строй не вводилась. Была обменена в 1929 г. вместо «Сефок».
Тип " Stör "

Верфь «Ганц» (Ganz és Tsa. Danubius Gép-, Waggon- és Hajógyár RT), Будапешт.
140 т, 45,5х6х1 м. Турбины 1600 л. с.=16 уз, 2 75-мм орудия, 6 пулемётов.
«Дебрецен» (Debrecen) 1916/27.02.1916 (по другим данным, 1918)/08.1918.
Бывшая канонерская лодка (патрульный катер) «Лахс» (Lachs, первоначально «q») Австро-венгерской Дунайской флотилии. Входила в состав Венгерской советской Дунайской флотилии под именем «Пожони» (Pozsony), интернирована в Нови Саде, находилась под контролем Великобритании. Передана Венгрии 23 ноября 1920 г. и после ремонта вступила в строй в 1923 г. под именем «Дебрецен». Повреждена 25 ноября 1944 г. советской артиллерией (по другим данным, танками) и затонула у о-ва Качаш (Будапешт). В 1946 г. поднята и в следующем году сдана на слом.
«Шопрон» (Sopron) 1916/27.02.1916 (по другим данным, 1918)/08.1918.
Бывшая канонерская лодка (патрульный катер) «Штор» (Stör, первоначально «p») Австро-венгерской Дунайской флотилии. Входила в состав Венгерской советской Дунайской флотилии под именем «Комаром» (Komárom), находилась под контролем Великобритании, затем передана Австрии, где была снова переименована в «Штор». Куплена Венгрией 6 октября 1927 г. и после ремонта вступила в строй в 1930 г. под именем «Сопрон». Захвачена американцами 8 мая 1945 г. в Винсдорфе. Продана на слом в 1949 г., но в следующем году её перекупил западногерманский судовладелец Фриц Велик, который использовал её в качестве буксира под именем «Герта», а с 1962 г. «Ирене». 23 января 1966 г. буксир затонул в одном из портовых каналов Рура, поднят и сдан на слом в том же году.

#### Минные заградители
«Кёрёш» (Körös)
Верфь «Германия» (Germania Werft), Киль.
166 т, 43х6,0х1,5 м. 600 л. с., 14 км/ч.

Бывший немецкий минный заградитель «Лизелотте» (Liselotte), построенный в 1918 г. Куплен Венгрией в 1928 г. и вступил в строй флотилии. В 1945 г. сдался американским войскам, сломан в 1949 г.
«Марош» (Maros)
Верфь «Ганц» (Ganz és Tsa. Danubius Gép-, Waggon- és Hajógyár RT), Будапешт.
90 т, 30х5,2х0,8 м. Дизельный мотор=280 л. с.=11 км/ч.

Построен в 1927 г. участвовал в югославской кампании. В 1945 г. сдался американцам, использовался для гражданской службы в качестве буксира. В 1949 г. переименован в «Хое Нау» (Hohe Nau). Перестроен в 1970 г. В 2005 г. переименован в «Фанни» (Fanny).

#### Бронекатера
Тип «Magda»

Три катера-разведчика, принадлежавшие русскому военному ведомству и захваченные австро-венграми в 1918 г. в Одессе. «Гусар» и «Тюзер» постройки финской фирмы «Бюро-Вега» и «Гонвед» — завода Равенского, отличались незначительно. Сборка на «К. О. Равенский», Одесса.

16х3х0,9 м. Дизели=140 л. с., 13,5 км/ч.
«Магда» (Magda), в 1921 г. переименован в «Тюзер» (Tüzér), в 1929 г. прошёл модернизацию. Принимал участие в боевых действиях, судьба неизвестна.

«Мария» (Mária), в 1921 г. переименован в «Гусар» (Huszár). В 1941 г. погиб в результате взрыва.

«Хонвейд» (Honvéd), в 1932 г. предположительно продан.
Тип «PM 1»

Завод «Ганц» (Ganz és Tsa. Villamossági-, Gép-, Waggon- és Hajógyár RT), Будапешт.
54 т, 33х3,9х0,77 м. 2 дизельных мотора=160 л. с.=20,5 км/ч.

PM 1, вступил в строй в 1941 г. В 1945 г. сдался американским войскам. Служит плавпричалом в Пассау.

PM 2, вступил в строй в 1944 г. В 1944 г. потоплен авиацией (?). (По другим данным, повреждён на верфи авиацией и не вступил в строй).

PM 3, PM 4, PM 5, PM 6 не были построены.

#### Катерные тральщики
Тип «AM 1»

AM 1, AM 2 — завод Лацковича (Laczkovits József és Tsa Hajó és Kazán Gyár), Будапешт; AM 3, АМ 4 — Судоремонтный завод в Сегеде (Tápé Shiprepair Yard — Szeged/Tápé); АМ 5, АМ 6, АМ 7, AM 8, AM 9, AM 10, AM 11 — верфь Балатонского пароходства (Balatoni Hajózási RT), Балатонфюред.

14,3х3х0,6 м. 2 мотора Mercedes-Láng=150 л. с., 11,6 км/ч.

AM 1, вступил в строй в 1939 г. С 1945 г. гражданская служба в качестве буксира под именем «Маргит» (Margit), с 1950-х гг. переименован в «Нефелейч» (Nefelejch).

AM 2, вступил в строй в 1939 г., служил до 60-х гг..

AM 3, вступил в строй в 1941 г., служил до 60-х гг..

AM 4, вступил в строй в 1941 г., сдался американским войскам в 1945 г.

AM 5, вступил в строй в 1941 г.

AM 6, вступил в строй в 1941 г.

AM 7, вступил в строй в 1942 г., сдался американским войскам в 1945 г.

AM 8, вступил в строй в 1942 г., сдался советским войскам в 1945 г.

AM 9, вступил в строй в 1942 г., сдался советским войскам в 1945 г.

AM 10, вступил в строй в 1943 г., сдался американским войскам в 1945 г.

AM 11, вступил в строй в 1944 г., сдался американским войскам в 1945 г. Судьба неизвестна.

AM 12, не был построен.
Тип «PAM 21»

Верфь Балатонского пароходства (Balatoni Hajózási RT), Балатонфюред.

24 т, 21,57х3,6х0,8 м. Дизели=180 л. с.=30 км/ч.

Заказано 8 единиц, но только две успели ввести в строй.

PAM 21, вступил в строй в 1944 г. В 1945 г. сдался американским войскам. В 1949 г. продан для гражданской службы, дальнейшая судьба неизвестна.

PAM 22, вступил в строй в 1944 г. В 1945 г. сдался американским войскам. В 1949 г. продан для гражданской службы, дальнейшая судьба неизвестна.

#### Вспомогательные суда
«Бадачонь» (Badacsony), учебный корабль. Верфь «Ганц» (Ganz és Tsa. Danubius Gép-, Waggon- és Hajógyár RT), Будапешт. 230 т, 55,1х7(14,24)х1,1 м. Паровая машина=430 л. с.=10,2 км/ч. Бывший колёсный буксирный пароход «Балатон» (Balaton), построенный в 1914 г. и входивший в состав Австро-Венгерской Дунайской флотилии в качестве вооружённого парохода и минного заградителя. Входил в состав Югославской флотилии, находился под контролем Великобритании. Передан в 1920 г. Венгрии и вступил в строй под именем «Бадачонь» в качестве учебного корабля. Захвачен в 1945 г. американцами. Продан на слом в 1949 г., сломан в 1950 г.

«Бюкк» (Bükk). Завод Германа Шёнихена (Schoenichen Hermann-féle Hajógépgyár, Gép- és Kazánép. Intézet). 27,8 т, 26,7х4,8х1,7 м. 105 л. с., 14 км/ч. Бывший пароход «Вигарда» (Vigarda, с 1875 г. «Вигардо», с 1918 г. «ХХХ»), построенный в 1874 г. Вступил в строй в 1924 г. и был переименован в «Бюкк». Погиб в 1944 г.

«Чобанц» (Csobánc), плавбаза. Верфь «Ганц» (Ganz és Tsa. Danubius Gép-, Waggon- és Hajógyár RT), Будапешт. 44х6х1,5 м. Мотор Schlesinger=240 л. с., 8,6 км/ч. Участвовал в боевых действиях, судьба неизвестна.

«Гайя» (Gallya). «Стабилименто Текнико Триесте» (Stabilimento Tecnico Trieste), Линц. 650 т (дедвейт), 62,79х8,12х5,60 м. 2 дизеля Bolinder=250 л. с. Бывшая самоходная баржа «Туллн» (Tulln), использовавшаяся Австро-Венгерской Дунайской флотилией, в 1919 г. получила обозначение M.U.20. Вступила в строй в 1937 г. под именем «Галля». Захвачена американскими войсками в 1944 г., возвращена, с 1945 г. гражданская служба в качестве баржи под именем «Меттен» (Metten), разобрана в 1967 г.

«Хедьайя» (Hegyalja). Завод Николсона (Nicholson Gépgyár RT), Будапешт. 25 т, 22,5х4,25х1,1 м. =120 л. с. Бывший паровой буксир «Байя» (Baja), построенный в 1908 г. и входивший в состав Австро-Венгерской Дунайской флотилии в качестве тральщика. С 1918 г. служил в Министерстве сельского хозяйства. Вступил в строй флотилии в 1926 г. под именем «Хегиалья». Погиб 22 ноября 1944 г. Поднят в 1945 г. и использовался для гражданской службы под первоначальным именем «Байя».

«Хунгария» (Hungária), командное судно, яхта. Верфь Рутофа (Ruthof Werft), Регенсбург. 140 т, 40,33х6,19х2,35 м. 2 дизельных мотора=500 л. с.=40 км/ч. Строившаяся яхта Миклоша Хорти и переданная флотилии, вступила в строй в 1943 г. в качестве командного судна. Сдался американским войскам в 1945 г., использовался командованием оккупационных сил в Германии, передан для гражданской службы. В 1954 г. переименован в «Майнц» (Mainz).

«Терейз» (Teréz), буксир. 40 т, 18,2х3,5х1,7 м. 120 л. с. Буксирный катер вступил в строй в 1930-х гг, переименован в «Мечек» (Mecsek).

«Вулкан» (Vulkán), плавмастерская.

«Рекс» (Rex) и «Рекс II» (Rex II), учебные катера. В 1919 г. паровые катера служили для подготовки экипажей.

Семь моторных/паровых катеров: «Анико» (Anikó), «Агнеш» (Ágnes), «Герти» (Gerti), «Лили» (Lily), «Магди» (Magdi), «Ирма» (Irma), «Нора» (Nóra)

Четыре парусных судна: «Альбатрос» (Albatrosz), «Дару» (Daru), «Фечке» (Fecske), «Пингвин» (Pingvin)

Восемь больших лодок: «Йолан» (Jolán), «Юлишка» (Juliska), «Гизи» (Gizi), «Шари» (Sári), «Вера» (Vera), «Шойом» (Sólyom), «Эмма» (Emma), «Эржи» (Erzsi)

Тринадцать малых лодок: «Этель» (Etel), «Эникё» (Enikő), «Густи» (Guszti), «Хейди» (Hédi), «Хильда» (Hilda), «Ица» (Ica), «Илона» (Ilona), «Ирен» (Irèn), «Като» (Kató), «Клара» (Klára), «Паула» (Paula), «Пири» (Piri), «Жужи» (Zsuzsi)

Два паровых катера: «Гёзбарка I» (Gözbárka I) и «Гёзбарка II» (Gözbárka II)

Четыре плавказармы: I—IV

Четыре понтона: P 1 — P 4

Девять буксиров: I—IX

### 1945—2001 гг.

#### Бронекатера
Тип «PM 3»

достроен на верфи «Ганц», Будапешт, в 1949 г.. 87 т, 33,25х3,9х0,7 м. 2 дизельных мотора=420 л. с.=24,5 км/ч. Вооружение: два 37-мм орудия, один 82-мм миномёт. Бронирование: 30 мм (цитадель).

PN 11, заложен в 1944 году под обозначением РМ 3. Затоплен командой зимой 1945 г., в сентябре 1948 г. поднят и восстановлен. В период службы неоднократно менял бортовые номера (PN 31, PN 34). Исключён из списков флота в 1973 году, сломан в 1974 г.
Тип «KÁN 1» 

построены на верфи в Балатонфюреде (Balatoni Hajózási Nemzeti Vállalat Hajóépítő Üzeme) в 1949 г. с использованием материалов для строившихся во время войны бронированных тральщиков типа PAM. 21×3,5 м. Дизельные моторы=320 л. с.=11 км/ч.

KÁN 1. Затонул в 1954 г., поднят и сдан на слом в 1955 г.

KÁN 2. Сломан в 1955 г.
Тип «PN 31»

92 т, 33х4,8х1 м. 2 дизельных мотора=900 л. с.=более 20 км/ч. Вооружение: два 37-мм орудия, один пулемёт. Всего в 1952-56 гг. построено три единицы, все сданы на слом в 1973 году.

PN 31, сломан в 1973 г.

PN 32, позже получил обозначение PN 23. Сломан в 1973 г.

#### Катерные тральщики
Тип «AM 1»

AM 2, катерный тральщик довоенной постройки. Служил до 60-х гг.

AM 3, катерный тральщик довоенной постройки. Служил до 60-х гг.
Тип «FAM 1»

FAM 1 — 14, построены на верфи в Балатонфюреде в 1948-50-х гг., отличались незначительно. 12,2х3,0,9 м. Дизельный мотор=75 л. с.
Неизвестный катер, построен на верфи в Балатонфюреде (Balatonfüredi Hajógyár) в 1951 г. С 1956 г. гражданская служба под обозначением M.II, сломан в 1971 г.

Неизвестный катер, построен на верфи в Балатонфюреде (Balatonfüredi Hajógyár) в 1951 г. С 1956 г. гражданская служба под обозначением M.IV, с 1960 г. — M.III, затонул в 1970 г.

M.III, построен на верфи в Балатонфюреде (Balatonfüredi Hajógyár) в 1951 г. С 1956 г. гражданская служба под тем же обозначением, с 1957 г. получил имя «Гёрёк» (Györök), сломан в 1961 г.
Тип «AN 1»

Верфь в Балатонфюреде (Balatonfüredi Hajógyár) в 1950 г., несколько единиц. 10,3 т, 13,4х3,4х0,6 м. 2 дизельных мотора=180 л. с.=21 км/ч. 7 человек. Сломан в 1976 г.
Тип «AN 2»

Верфь «Дунай» (Dunai Hajógyár), Вак. (ок. 56 единиц, по другим данным, ок. 40), строились с 1953 г. 10,5 т, 13,4х3,7х0,6 м. 2 дизельных мотора=170 л. с.=24 км/ч. Вооружение: один пулемёт, 2-4 мины. 7 человек. В 2004 г. 32 единицы исключены из состава речных сил. В 2005—2007 гг. две единицы («Байя» и «Эрчи») модернизированы — получили новое вооружение и двигатели (скорость возросла до 43 км/ч) — и вступили в строй в качестве противоминных/патрульных катеров.
Тип «Nestin»

Верфь «Бродотехника» (Brodotehnika), Белград. 72,3 т, 27х6,5х1,2 м. ЭУ=520 л. с.=10,5 км/ч.

«Уйпешт» (Újpest) AM 11, вступил в строй в 1979 г. Продан в 2005 г. с аукциона, перестроен в прогулочный катер, носит имя Delfin I.

«Байя» (Baja) AM 12, вступил в строй в 1979 г. Продан в 2005 г. с аукциона, перестроен в прогулочный катер, носит имя Delfin II.

«Сазхаломбатта» (Százhalombatta) AM 21, вступил в строй в 1981 г. Продан в 2005 г. с аукциона.

«Обуда» (Óbuda) AM 22, вступил в строй в 1981 г.

«Дунауйварош» (Dunaújváros) AM 31, вступил в строй в 1982 г.

«Дунафёльдвар» (Dunaföldvár) AM 32, вступил в строй в 1982 г.

#### Прочие суда
Катера VN 5, служил(и?) в 1960-70 гг.

CSSZ-001, бывшая немецкая быстроходная десантная баржа серии D (MFP-D). 239 т, 49,82х8,59х1,35 м. 3 дизельных мотора=390 л. с.=18 км/ч. Перестроена в 70-х гг.: 270 т, 50 м, 3 дизельных двигателя=540 л. с. Первоначально с 1950-х гг. служила плавмастерской, затем десантным судном с получением номерного обозначения. В 2008 г. получила имя «Виза» (Viza).

«Этеле» (Etele), бывший грузовой пароход постройки 1937 г. (Ganz és Tsa. Villamossági-, Gép-, Waggon- és Hajógyár RT), вошёл в состав флотилии в 1968 г. 720 брт, 67,5х9,3х2 м. 2 дизельных мотора=800 л. с. Исключён в 1990 г., в настоящее время — плавучий отель «Ботель Марина» (Botel Marina) в Братиславе.

«Хунор» (Hunor), бывший грузовой пароход постройки 1938 г., вошёл в состав флотилии в 1968 г., аналогичный «Этеле». Сломан в 1985 г.

VH 70, буксир, построен на верфи в Балатонфюреде (MHD Balatonfüredi Gyáregysége) в 1970 г. 80 т, 22,54х5,62х2,05 м. 460 л. с. С 2003 г. гражданская служба под именем PF-VH-1.

«Лейта» (Lajta), бывший монитор Австро-Венгерской Дунайской флотилии находился в ведении Министерства обороны с 1993 по 2005 гг. С 20 августа 2010 г. является кораблём-музеем и одновременно почётным флагманом 1-го полка сапёрного и боевых кораблей.

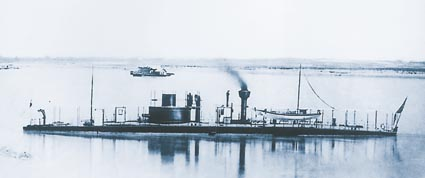
Монитор «Лейта» в 1872 г.

### 1-й полк сапёрных и боевых кораблей (с 2001 г.)
Тральщики «Обуда» (AM 22), «Дунауйварош» (AM 31), «Дунафёльдвар» (AM 32), минные катера «Байя» (бортовой номер 542—054) и «Эрчи» (бортовой номер 542—051), командный катер «Таш» (Tas), музей и почётный флагманский корабль бывший монитор Австро-Венгерской Дунайской флотилии «Лейта».